# 尼塞托佩雷斯
尼塞托佩雷斯（西班牙語：Niceto Pérez）是古巴的城鎮，位於該國東南部，距離首府關塔那摩10公里，属關塔那摩省，面積640平方公里，海拔高度60米，2004年人口17,783，人口密度為每平方公里27.8人。